# 宝塚歌劇団50期生
宝塚歌劇団50期生（たからづかかげきだん50きせい）とは、1962年（昭和37年）に宝塚音楽学校に入学し、1964年（昭和39年）に卒業。同年、宝塚歌劇団に入団し、『花のふるさと物語』で初舞台を踏んだ58人を指す。

## 概要
この期の首席で音楽学校を卒業した者は汀夏子。
1965年3月20日、組配属となる。
この期は、鳳蘭、汀夏子の2名の主演男役、大原ますみ、竹生沙由里の2名の主演娘役を輩出。この他に朝みち子、但馬久美らがいる。

## 一覧
| 芸名       | 読み仮名          | 誕生日   | 出身地             | 出身校                       | 芸名の由来                            | 愛称                    | 役柄 | 退団年 | 備考                                                                           |
| ---------- | ----------------- | -------- | ------------------ | ---------------------------- | ------------------------------------- | ----------------------- | ---- | ------ | ------------------------------------------------------------------------------ |
| 青柳見智代 | あおやぎ みちよ   | 5月25日  | 東京都             | 雙葉第二学園                 | 尊師が命名                            | カコちゃん              |      | 1965年 |                                                                                |
| 亜紀かほる | あき かおる       | 10月23日 | 大韓民国           | 芦屋高等学校                 | 義兄の名に因む                        | ミッちゃん              |      | 1967年 | 姉は安宅關子 妹は亜紀杏子 夫は元プロ野球選手の長田幸雄                         |
| 秋田麻紀子 | あきた まきこ     | 12月4日  | 岡山県             | 西宮市立瓦木中学校           |                                       | ビラちゃん              |      | 1965年 |                                                                                |
| 秋津志麻子 | あきつ しまこ     | 5月12日  | 京都府京都市       | 女子学院高等学校             | 家族で考案                            | キョウコ                |      | 1966年 |                                                                                |
| 明ゆうこ   | あきら ゆうこ     | 1月16日  | 東京都             | 森村学園                     | 姉の芸名                              | トモコちゃん            |      | 1969年 | 姉は明左弓                                                                     |
| 朝みち子   | あした みちこ     | 8月23日  | 大阪府池田市       | 梅花学園                     | 知人が命名                            | サッコ                  | 娘役 | 2003年 | 日本舞踊・花柳久照 1986年 - 1990年 月組組長                                    |
| 東のぼる   | あずま のぼる     | 7月20日  | 東京都             | 十文字学園                   | 尊師が命名                            | タカコちゃん            |      | 1967年 |                                                                                |
| 天地めぐみ | あまち めぐみ     | 9月15日  | 神奈川県           | 清泉女学院                   | 恩師が命名                            | クマちゃん エミさん     |      | 1967年 |                                                                                |
| 天野愛子   | あまの あいこ     | 1月19日  | 東京都             | 中央区立明石中学校           |                                       | クロ チュン平           |      | 1968年 | 改名後・京かをる（きょう かおる）                                              |
| 新三矢子   | あらた みやこ     | 11月23日 | 大阪府大阪市       | 夕陽丘中学校                 | 本名                                  | ニイコ                  |      | 1969年 |                                                                                |
| 杏恵子     | あんず けいこ     | 11月13日 | 兵庫県             | 梅花学園                     | 菊田一夫が命名                        | エリちゃん              |      | 1967年 |                                                                                |
| 出雲由美   | いずも ゆみ       | 1月30日  | 大阪府             | 梅花学園                     | 父が命名                              | イナゴ                  |      | 1969年 |                                                                                |
| 伊勢ひかる | いせ ひかる       | 1月4日   | 兵庫県西宮市       | 夙川学院                     | 家族が崇拝の 伊勢神宮                 | セイちゃん              |      | 1968年 |                                                                                |
| 五十路まり | いそじ まり       | 1月1日   | 兵庫県神戸市       | 松蔭女学院中学校             | 両親が命名                            | ケンコ                  |      | 1970年 |                                                                                |
| 伊万里美沙 | いまり みさ       | 2月21日  | 京都府京都市       | 同志社女子中学校             | 家族で考案                            | シミちゃん ヨコ         |      | 1968年 | 夫は元大相撲力士の栃ノ海                                                       |
| 円地百合   | えんじ ゆり       | 1月6日   | 東京都             | 京華女子高等学校             | 本名に因む                            | ユリミちゃん            |      | 1969年 |                                                                                |
| 大城三千代 | おおしろ みちよ   | 11月5日  | 東京都             | 十文字高等学校               | 家族で考案                            | ゴエちゃん フミちゃん   |      | 1967年 |                                                                                |
| 鳳蘭       | おおとり らん     | 1月22日  | 兵庫県神戸市垂水区 | 中華同文学校                 | 白井鐵造が命名                        | ツレちゃん              | 男役 | 1979年 | 星組主演男役を経験 俳優 娘は荘田由紀                                           |
| 大八洲薫   | おおやしま かおる | 3月12日  | 神奈川県           | 順心女子学園                 | 家族で考案                            | モンちゃん              |      | 1969年 |                                                                                |
| 加賀美幸   | かが みゆき       | 1月16日  | 大阪府             | 梅花学園                     | 郷里に因む                            | ドンちゃん              |      | 1967年 |                                                                                |
| 桂美知代   | かつら みちよ     | 6月6日   | 京都府京都市       | 京都女子高等学校             | 本籍地・ 京都市桂                     | カンちゃん              |      | 1967年 |                                                                                |
| 衣笠朱美   | きぬがさ あけみ   | 6月30日  | 東京都             | 洗足学園                     | 家族で考案                            | テラ                    |      | 1964年 |                                                                                |
| 紀一世     | きの かずよ       | 8月29日  | 群馬県             | 頌栄女子学園                 | 尊師が命名                            | オヤビン ボーヤ         |      | 1972年 |                                                                                |
| 京千里     | きょう ちさと     | 7月14日  | 東京都             | 麹町学園                     | 家族で考案                            | イリコ                  |      | 1968年 |                                                                                |
| 久賀ますみ | くが ますみ       | 9月19日  | 大阪府大阪市       | プール女学院                 | 自分で命名                            | クーちゃん              |      | 1965年 |                                                                                |
| 梢緋紗子   | こずえ ひさこ     | 2月17日  | 東京都             | 洗足学園                     | 尊師が命名                            | オクワ                  |      | 1967年 |                                                                                |
| 木立一葉   | こだち かずよ     | 1月4日   | 大阪府大阪市       | 神戸山手学園                 | 家族で考案                            | ルル                    |      | 1970年 | シャンソン歌手・湯井一葉                                                       |
| 最上真貴   | さいじょう まき   | 6月28日  | 東京都             | 梅花学園                     | 家族で考案                            | トーちゃん              |      | 1967年 |                                                                                |
| 桜野いおり | さくらの いおり   | 1月15日  | 大阪府大阪市       | 聖母女学院                   | 出生地                                | イッちゃん              |      | 1968年 |                                                                                |
| 志帆のぼる | しほ のぼる       | 12月11日 | 東京都             | 麹町学園                     | 家族で考案                            | アッコちゃん            |      | 1968年 |                                                                                |
| 志麻珠美   | しま たまみ       | 8月7日   | 東京都             | 和洋大学附属九段女子高等学校 | 尊師が命名                            | イソちゃん イソコ       |      | 1968年 |                                                                                |
| 条さをり   | じょう さをり     | 9月15日  | 大阪府大阪市       | 大阪女学園                   |                                       | ユキ                    |      | 1968年 |                                                                                |
| 白鳥有子   | しらとり ゆうこ   | 4月27日  | 東京都             | 川村学園                     | 家族で考案                            | キョウコさん ブッちゃん |      | 1967年 |                                                                                |
| 城木悠里   | しろき ゆり       | 9月16日  | 大韓民国京城       | 大社中学校                   | 家族で考案                            | ヒノちゃん ユリちゃん   |      | 1968年 |                                                                                |
| 鈴蘭子     | すず らんこ       | 5月1日   | 兵庫県神戸市       | 神戸松蔭女子学院             |                                       | チカちゃん              |      | 1968年 | 改名後・高千穂ゆり（たかちほ ゆり）                                            |
| 瀬戸千尋   | せと ちひろ       | 1月2日   | 広島県尾道市       | 久保中学校                   | 出身地より 両親と相談                 | ミチエ                  |      | 1981年 |                                                                                |
| 但馬久美   | たじま くみ       | 1月12日  | 熊本県熊本市       | 山手女子学園                 | 父の出身地・山陰但馬                  | リンちゃん              | 男役 | 1988年 | 1983年 - 1986年、花組組長 1995年 - 2001年、参議院議員                          |
| 竹生沙由里 | ちくぶ さゆり     | 2月12日  | 滋賀県大津市       | 滋賀大学附属中学校           | 竹生島                                | このみちゃん            | 娘役 | 1972年 | 花組主演娘役を経験                                                             |
| 月原万里   | つきはら まり     | 10月31日 | 広島県広島市       | 鈴峯高等学校                 | 月の原が 万里も 続くように            | マリちゃん              |      | 1972年 | 改名後・月原まり（つきはら まり）                                              |
| 那賀みつる | なか みつる       | 8月17日  | 徳島県徳島市       | 宝塚中学校                   | 出身地に因む                          | ジュンちゃん            |      | 1969年 | 姉は吉野桜子                                                                   |
| 七重美也子 | ななえ みやこ     | 1月13日  | 東京都             | 川村学園                     | 本名                                  | ナナエ ナナちゃん       |      | 1966年 |                                                                                |
| 波川忍     | なみかわ しのぶ   | 5月30日  | 大阪府布施市       | 四天王寺高等学校             |                                       | ナガッちゃん            |      | 1968年 | 改名後・英可真里（えいか まり）                                                |
| 南波亜紀   | なんば あき       | 2月11日  | 兵庫県尼崎市       | 福島女子高等学校             | 本名                                  | ダッコちゃん            |      | 1968年 |                                                                                |
| 響八千代   | ひびき やちよ     | 11月11日 | 大阪府枚方市       | 聖母女学院                   | 自分で命名                            | ムラッちゃん            |      | 1965年 |                                                                                |
| 鳳丈節子   | ほうじょう せつこ | 2月17日  | 京都府             | 乙訓中学校                   | 出身地                                | セッちゃん チビちゃん   |      | 1968年 |                                                                                |
| 萬千みのる | まち みのる       | 1月18日  | 奈良県             | 相愛学園                     | 姉の芸名（萬千光）より 白井鐵造が命名 | チエコ チエちゃん       |      | 1966年 | 姉は萬千光                                                                     |
| 麻夏揚子   | まなつ ようこ     | 3月1日   | 京都府京都市       | 同志社女子高等学校           | 家族で考案                            | トリコ エミちゃん       |      | 1969年 |                                                                                |
| 眉亜古     | まゆ あこ         | 7月7日   | 兵庫県西宮市       | 同志社女子高等学校           | 源氏鶏太が命名                        | ウトちゃん アコ         |      | 1969年 |                                                                                |
| 毬杏奴     | まり あんぬ       | 1月20日  | 東京都             | 白百合学園                   | 家族で考案                            | エコ                    |      | 1969年 | 母は櫻繪綾子                                                                   |
| 汀夏子     | みぎわ なつこ     | 12月21日 | 大阪府大阪市       | 大阪女学院                   | 母と相談して決定                      | ジュンコ                | 男役 | 1980年 | 雪組主演男役を経験 俳優・歌手                                                  |
| 三佐ゆかり | みさ ゆかり       | 3月17日  | 大阪府             | 雲雀丘学園                   | 家族で決定                            | サエコ ユカリ           |      | 1964年 |                                                                                |
| 美鈴なぎさ | みすず なぎさ     | 9月18日  | 東京都             | 愛国学園                     | 本名                                  | 美鈴さん ねえさん       |      | 1969年 |                                                                                |
| 美葉かずさ | みは かずさ       | 1月7日   | 千葉県千葉市       | 東宝芸能学校                 | 家族で考案                            | ヤマ                    |      | 1972年 |                                                                                |
| 三浜久美   | みはま くみ       | 1月20日  | 広島県             | 東中学校                     | 母が命名                              | ミコ                    |      | 1969年 |                                                                                |
| 八方まつみ | やつかた ますみ   | 11月17日 | 東京都             | 女子学院                     |                                       | エビちゃん              | 娘役 | 1974年 | 改名後・大原ますみ（おおはら ますみ） 雪組主演娘役と星組主演娘役を経験         |
| 大和由花   | やまと ゆか       | 2月28日  | 神奈川県横浜市     | 成美学園                     | 家族で考案                            | セキちゃん              |      | 1968年 |                                                                                |
| 若菜ゆき   | わかな ゆき       | 1月9日   | 東京都             | 跡見学園                     | 百人一首より 恩師が命名               | タイコ                  |      | 1968年 | 夫は岡田敬二 ダンススタジオ経営 ミュージカル劇団「のんのんバレエスタジオ」主宰 |
| 若松ちとせ | わかまつ ちとせ   | 1月3日   | 東京都             | 雙葉高等学校                 | 明治天皇御歌                          | ヤマコ                  |      | 1966年 |                                                                                |